# Digital Game Technology
Digital Game Technology, w skrócie DGT – powstały w 1992 roku producent akcesoriów szachowych, oficjalny dostawca zegarów szachowych FIDE. Największy producent zegarów szachowych na świecie.

## Historia
W 1985 roku student Technische Hogeschool Twente, Ben Bulsink, zbudował zegar szachowy, który został pozytywnie zrecenzowany przez Holenderską Federację Szachową. Z powodu ręcznej produkcji zegar był drogi i sprzedał się w liczbie 60 egzemplarzy, a Bulsink kontynuował studia.

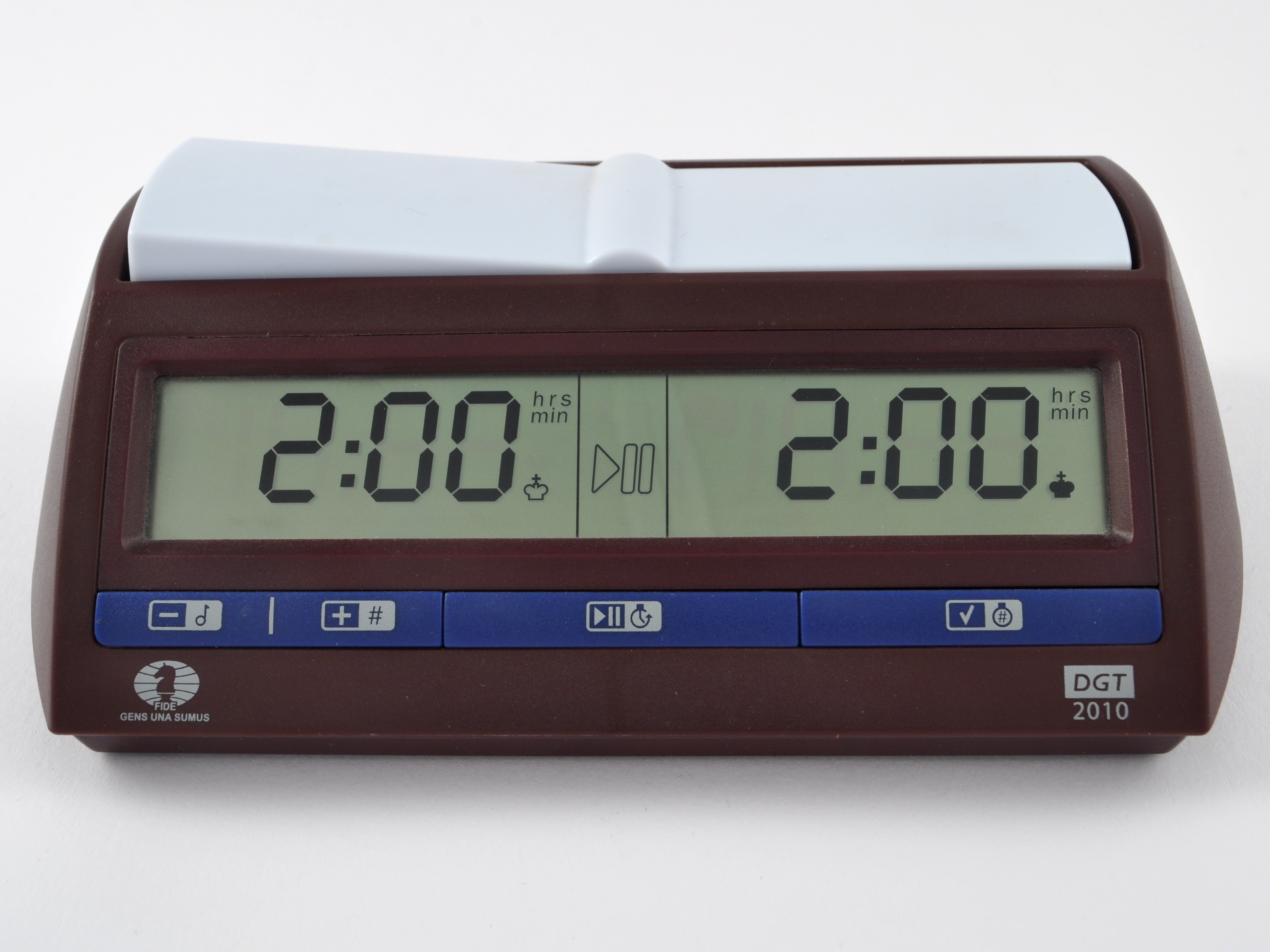
Zegar DGT2010

W 1990 roku trener Albert Vasse dowiedział się, że na planowanym turnieju Melody Amber czas będzie odmierzany metodą Fischera (z bonusem). Po skontaktowaniu się z Bulsinkiem zaoferowali oni Joopowi van Oosteromowi zbudowanie odpowiednich zegarów, na co ten przystał. Zegary zostały dostarczone na turniej w 1992 roku i okazały się sukcesem, co skłoniło Bulsinka, Vassego oraz ich wspólnika Paula Arentza do założenia przedsiębiorstwa DGT Projects (od Digital Game Timer). Pierwszą siedzibę stanowiło biuro o powierzchni 17 m²
W 1993 roku Międzynarodowa Federacja Szachowa na Zgromadzeniu Ogólnym w Kurytybie przyznała DGT trzyletni kontrakt na wyprodukowanie oficjalnego zegara federacji. Zegar taki pod nazwą DGT FIDE został wprowadzony na rynek w 1994 roku. W tym samym roku we współpracy z Europejską Federacją Go opracowano zegar DGT Plus, używany wówczas na Mistrzostwach Europy w Go. W 1996 roku wyprodukowano pierwszy zegar z możliwością podłączenia do elektronicznej szachownicy.
Na zlecenie FIDE DGT przygotowało na olimpiadę szachową w 1998 roku ponad trzysta szachownic elektronicznych zintegrowanych w jedną sieć. Szachownice umożliwiły gromadzenie danych i udostępnianie ich w internecie oraz w druku. W 2007 roku wprowadzono do sprzedaży zegar DGT2010, który był następcą produkowanego od 1998 roku modelu DGT2000. W czerwcu 2008 roku zegar otrzymał status oficjalnego zegara FIDE. W tym samym roku przemianowane rok wcześniej na Digital Game Technology przedsiębiorstwo rozpoczęło korzystanie z siedziby o powierzchni 1000 m². W 2015 roku Vasse i Bulsink sprzedali udziały w przedsiębiorstwie.
Na początku XXI wieku przedsiębiorstwo wprowadziło na rynek także takie produkty, jak przeznaczony do szachów Fischera DGT Chess960 (2007), zegar w kształcie kostki dla sześciu graczy The Cube (2010) oraz zegar w kształcie piramidy dla czterech graczy DGT Pyramid (2011). W 2014 roku podczas mistrzostw świata zadebiutował zegar DGT3000. W 2019 roku DGT wyprodukowało pierwszy komputer szachowy – model Centaur.

## Produkty

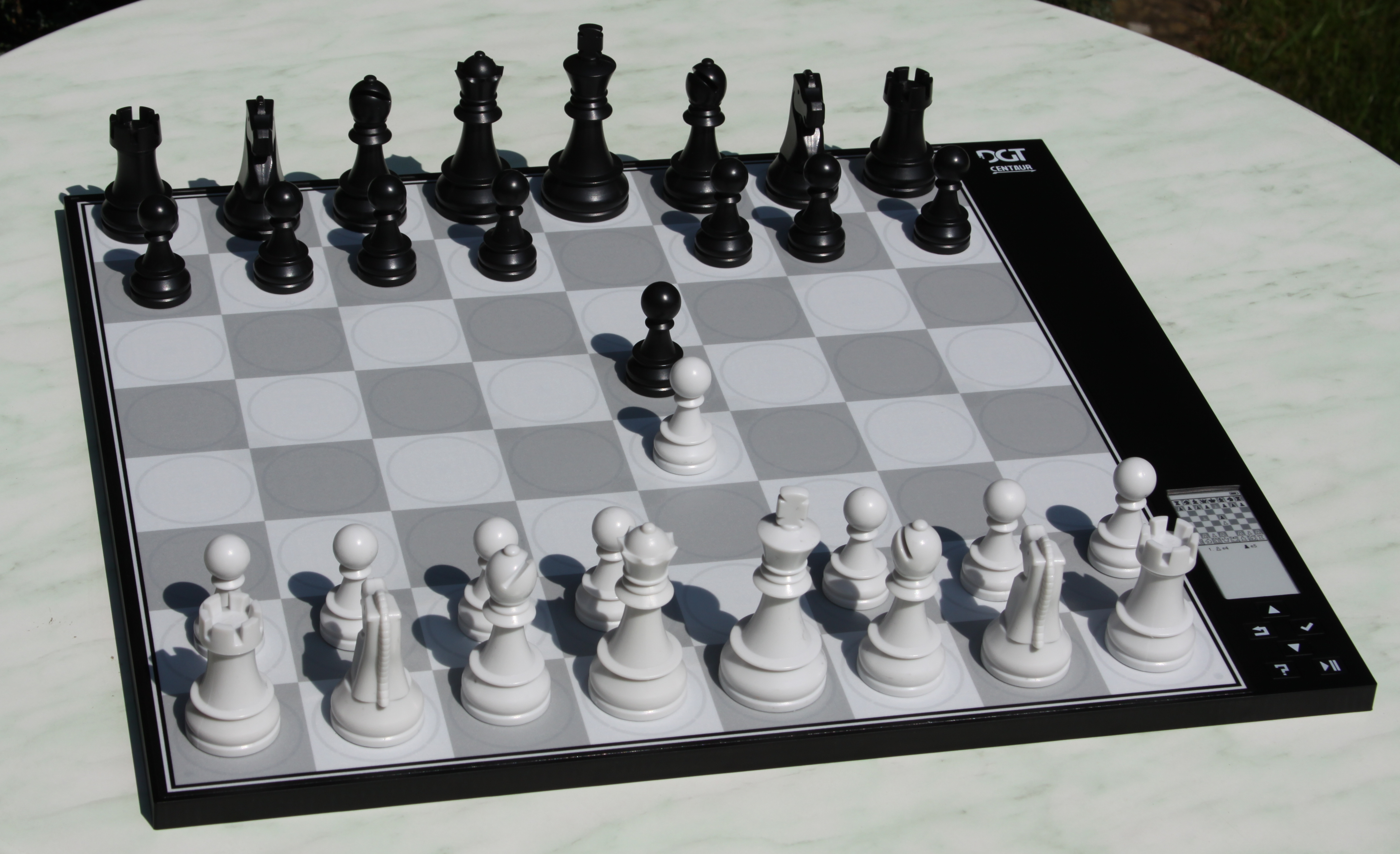
DGT Centaur

DGT oferuje w sprzedaży zegary szachowe oraz przeznaczone do innych gier, szachownice elektroniczne z przeznaczeniem domowym i turniejowym, bierki do szachownic elektronicznych, komputery szachowe, szachy klasyczne oraz torby na sprzęt.